# Vitorino Hilton
Vitorino Hilton da Silva (Brasilia, 13 settembre 1977) è un ex calciatore brasiliano, di ruolo difensore.

## Carriera
Il 15 settembre 2020 nel match vinto 2-1 contro il Lione, diventa a 43 anni il giocatore più anziano a essere sceso in campo in una partita di Ligue 1. Venendo poi espulso nella stessa partita, diventa anche il giocatore più anziano a essere espulso in Ligue 1. A fine anno annuncia il suo ritiro dal calcio giocato.

## Statistiche

### Presenze e reti nei club
Statistiche aggiornate al 7 giugno 2021.
| Stagione            | Squadra             | Campionato          | Campionato | Campionato | Coppe nazionali | Coppe nazionali | Coppe nazionali | Coppe continentali | Coppe continentali | Coppe continentali | Altre coppe | Altre coppe | Altre coppe | Totale | Totale |
| Stagione            | Squadra             | Comp                | Pres       | Reti       | Comp            | Pres            | Reti            | Comp               | Pres               | Reti               | Comp        | Pres        | Reti        | Pres   | Reti   |
| ------------------- | ------------------- | ------------------- | ---------- | ---------- | --------------- | --------------- | --------------- | ------------------ | ------------------ | ------------------ | ----------- | ----------- | ----------- | ------ | ------ |
| 2001-2002           | Servette            | A                   | 15         | 1          | CS              | 0               | 0               | CU                 | 4                  | 1                  | -           | -           | -           | 19     | 2      |
| 2002-2003           | Servette            | A                   | 29         | 0          | CS              | 0               | 0               | CU                 | 4                  | 0                  | -           | -           | -           | 33     | 0      |
| 2003-gen. 2004      | Servette            | SL                  | 13         | 1          | CS              | 0               | 0               | -                  | -                  | -                  | -           | -           | -           | 13     | 1      |
| Totale Servette     | Totale Servette     | Totale Servette     | 57         | 2          |                 | 0               | 0               |                    | 8                  | 1                  |             | -           | -           | 65     | 3      |
| gen.-giu. 2004      | Bastia              | L1                  | 14         | 0          | CF+CdL          | -               | -               | -                  | -                  | -                  | -           | -           | -           | 14     | 0      |
| 2004-2005           | Lens                | L1                  | 27         | 2          | CF+CdL          | 2+1             | 0               | -                  | -                  | -                  | -           | -           | -           | 30     | 2      |
| 2005-2006           | Lens                | L1                  | 35         | 2          | CF+CdL          | 2+1             | 0               | I+CU               | 6+6                | 1+1                | -           | -           | -           | 50     | 4      |
| 2006-2007           | Lens                | L1                  | 37         | 2          | CF+CdL          | 2+0             | 0               | CU                 | 10                 | 0                  | -           | -           | -           | 49     | 2      |
| 2007-2008           | Lens                | L1                  | 23         | 2          | CF+CdL          | 0+3             | 0               | I+CU               | 2+1                | 0                  | -           | -           | -           | 29     | 2      |
| Totale Lens         | Totale Lens         | Totale Lens         | 122        | 8          |                 | 11              | 0               |                    | 25                 | 2                  |             | -           | -           | 158    | 10     |
| 2008-2009           | O. Marsiglia        | L1                  | 36         | 1          | CF+CdL          | 1+0             | 0               | UCL+CU             | 8+6                | 0                  | -           | -           | -           | 51     | 1      |
| 2009-2010           | O. Marsiglia        | L1                  | 12         | 1          | CF+CdL          | 2+3             | 0               | UCL+UEL            | 2+1                | 1+0                | -           | -           | -           | 20     | 2      |
| 2010-2011           | O. Marsiglia        | L1                  | 8          | 0          | CF+CdL          | 0+0             | 0               | UCL                | 1                  | 0                  | SF          | 1           | 0           | 10     | 0      |
| Totale O. Marsiglia | Totale O. Marsiglia | Totale O. Marsiglia | 56         | 2          |                 | 6               | 0               |                    | 18                 | 1                  |             | 1           | 0           | 81     | 3      |
| 2011-2012           | Montpellier         | L1                  | 35         | 1          | CF+CdL          | 3+1             | 0               | -                  | -                  | -                  | -           | -           | -           | 39     | 1      |
| 2012-2013           | Montpellier         | L1                  | 30         | 1          | CF+CdL          | 2+2             | 0               | UCL                | 5                  | 0                  | SF          | 1           | 0           | 40     | 1      |
| 2013-2014           | Montpellier         | L1                  | 30         | 3          | CF+CdL          | 1+1             | 0               | -                  | -                  | -                  | -           | -           | -           | 32     | 3      |
| 2014-2015           | Montpellier         | L1                  | 37         | 3          | CF+CdL          | 1+1             | 0               | -                  | -                  | -                  | -           | -           | -           | 39     | 3      |
| 2015-2016           | Montpellier         | L1                  | 36         | 1          | CF+CdL          | 0+0             | 0               | -                  | -                  | -                  | -           | -           | -           | 36     | 1      |
| 2016-2017           | Montpellier         | L1                  | 32         | 1          | CF+CdL          | 1+1             | 0               | -                  | -                  | -                  | -           | -           | -           | 34     | 1      |
| 2017-2018           | Montpellier         | L1                  | 27         | 0          | CF+CdL          | 0+3             | 0               | -                  | -                  | -                  | -           | -           | -           | 30     | 0      |
| 2018-2019           | Montpellier         | L1                  | 36         | 0          | CF+CdL          | 0+1             | 0               | -                  | -                  | -                  | -           | -           | -           | 37     | 0      |
| 2019-2020           | Montpellier         | L1                  | 28         | 0          | CF+CdL          | 3+2             | 1+0             | -                  | -                  | -                  | -           | -           | -           | 33     | 1      |
| 2020-2021           | Montpellier         | L1                  | 29         | 0          | CF              | 4               | 0               | -                  | -                  | -                  | -           | -           | -           | 33     | 0      |
| Totale Montpellier  | Totale Montpellier  | Totale Montpellier  | 320        | 10         |                 | 27              | 1               |                    | 5                  | 0                  |             | 1           | 0           | 353    | 11     |
| Totale carriera     | Totale carriera     | Totale carriera     | 569        | 22         |                 | 44              | 1               |                    | 56                 | 4                  |             | 2           | 0           | 671    | 27     |

## Palmarès

### Club

#### Competizioni nazionali
- Campionato francese: 2

Olympique Marsiglia: 2009-2010
Montpellier: 2011-2012
- Coppa di Lega francese: 2

Olympique Marsiglia: 2009-2010, 2010-2011
- Supercoppa francese: 2

Olympique Marsiglia: 2010, 2011